# Свечников, Владимир Дмитриевич
Владимир Дмитриевич Свечников (3 марта 1938 — 15 января 2017, Российская Федерация) — советский и российский театральный актёр, народный артист Удмуртской АССР, заслуженный артист России.

## Биография
Родился в творческой семье. Его отец в молодости играл в самодеятельном театре, затем руководил небольшой разъездной труппой. В 1961 году закончил Государственную театральную студию при Красноярском драматическом театре (педагоги — Е. П. Зарин, Н. В. Дубинский).
В начале 1960-х годов работал в Томском областном драматическом театре, Республиканском русском драматическом театре в Майкопе, Красноярском музыкально-драматическом театре.
С 1965 года был актёром Ижевского драматического театра им. Короленко (позже Государственный русский драматический театр Удмуртии). За более чем 40 лет творческой деятельности на его сцене сыграл более полутора сотен ролей. Работал на телевидении и радио Удмуртии.

### Семья
- Жена — актриса Анжелина Гулермовна Мази (1935—2008), народная артистка Удмуртской АССР, заслуженная артистка России. Встретились в Майкопском театре в начале 1960-х годов. В 1965 году вместе переехали в Ижевск.
- Дочь — Анжела Владимировна Мази (род. 1966), радиоведущая ТРК «Моя Удмуртия»[3].
- Внук — Александр (род. 1992).

## Награды и премии
- Заслуженный артист Удмуртской АССР.
- Народный артист Удмуртской АССР.
- Заслуженный артист России (9.03.1996)[4].

## Работы в театре
- «Обыкновенная история» И. А. Гончаров — Александр Адуев
- «Ночные забавы» В. Мережко — Андрющенко
- «Итальянская трагедия» А. П. Штейн — Артур-Овод
- «Праздничный сон — до обеда (Женитьба Бальзаминова)» А. Н. Островский — Бальзаминов
- «Без вины виноватые» А. Н. Островский — Незнамов
- «Лес» А. Н. Островский — Несчастливцев
- «Федра» Ж. Расин — Терамен
- «Вечный муж» Ф. М. Достоевский — Трусоцкий
- «Человек со стороны» И. М. Дворецкий — Чешков
- «Недоросль»
- «Затюканный апостол»
- «Святая святых»
- «Дорогая Памела»
- «Жанна»
- «Не верь глазам своим!»
- «Дуэнья, или День чудесных обманов»
- «Декамерон»
- «Чудак на букву „Д“»
- «Ретро»
- «Безумный день, или Женитьба Фигаро»
- «Зойкина квартира»
- «Великая Екатерина»